# Burłygino (obwód smoleński)
Burłygino (ros. Бурлыгино) – wieś (ros. деревня, trb. dieriewnia) w zachodniej Rosji, w osiedlu wiejskim Titowszczinskoje rejonu diemidowskiego w obwodzie smoleńskim.

## Geografia
Miejscowość położona jest przy drodze regionalnej 66K-11 (R120 / Olsza – Diemidow – Wieliż – granica z obwodem pskowskim), 16 km od centrum administracyjnego osiedla wiejskiego (Titowszczina), 15 km od centrum administracyjnego rejonu (Diemidow), 78 km od stolicy obwodu (Smoleńsk), 29 km od granicy z Białorusią.

## Demografia
W 2010 r. miejscowość zamieszkiwało 36 osób.

## Historia
W czasie II wojny światowej od lipca 1941 roku dieriewnia była okupowana przez hitlerowców. Wyzwolenie nastąpiło we wrześniu 1943 roku.
Na mocy uchwały z dnia 28 maja 2015 roku wszystkie miejscowości (w tym Burłygino) zlikwidowanej jednostki administracyjnej Zakrutskoje weszły w skład osiedla wiejskiego Titowszczinskoje.